# Армашенко Іван
Армашенко Іван (1-ша половина XVII століття — не раніше 1680) — перекладач, працівник Лаврської друкарні, писар Києво-Печерської Лаври.

## Біографія
Навчався у Києво-Могилянській академії.
Після 1657 у Новгороді-Сіверському здійснив переклад з латинської мови «Житія блаженного Макарія Римлянина». Ймовірно, у Києво-Печерській Лаврі прийняв чернечий постриг.
У Лаврській друкарні в кінці 60-х — на початку 70-х років XVII століття займався набором книг польською мовою. За архімандрита Києво-Печерської Лаври І. Гізеля очолив польський відділ друкарні. Л. Баранович в одному зі своїх листів до Києво-Печерської Лаври (від 18 липня 1672) згадував Івана як здібного друкаря. Після півторарічної роботи у Лаврській друкарні переведений на посаду писаря.
На початку березня 1680 року разом з намісником Києво-Печерської Лаври В. Ясинським та блюстителем Ближніх печер Паїсієм Печерником клопотався в Москві про надання КПЛ у власність одного з монастирів Орловської єпархії — Брянського Свенського або Трубчевського Чолнського як необхідного притулку для українських ченців на випадок російсько-турецької воєн та для підтвердження майнових прав Києво-Печерської Лаври і Київського Троїцького больничного монастиря.
19 листопада 1680 знову був у Москві в складі посольства від КПЛ разом з проповідником І. Максимовичем та дияконом Никоном. Вони висловлювали вдячність за надання Києво-Печерській Лаврі грамоти на володіння обома монастирями.
Як друкар брав участь у виданні «Синопсиса». У третьому виданні 1680 року його ім'я прочитується в акровірші, тому існує припущення, що він і автор «Синопсиса».